# Col du Chardonnet
Der Col du Chardonnet ist ein 3323 m hoher, vergletscherter Gebirgspass im östlichen Mont-Blanc-Massiv. Über die Passhöhe verläuft die Staatsgrenze zwischen der Schweiz und Frankreich.
Der Col du Chardonnet liegt zwischen der Aiguille du Chardonnet im Norden und der Aiguille d’Argentière im Süden. Es ist ein häufig begangener Übergang zwischen dem Glacier d’Argentière im Westen und dem östlichen Saleinagletscher, von dem über das Fenêtre de Saleina der Trientgletscher erreicht werden kann. Stützpunkte sind dabei auf französischer Seite das Refuge d’Argentière und auf der Schweizer Seite die Trienthütte und die Cabane de Saleina. Der Col wird sowohl im Sommer als auch im Winter als Skitour begangen. Die erste Etappe der Haute Route führt über den Col du Chardonnet. 